# فلیچه پیکولو
فلیچه پیکولو (انگلیسی: Felice Piccolo؛ زادهٔ ۲۷ اوت ۱۹۸۳) بازیکن فوتبال اهل ایتالیا است.
از باشگاه‌هایی که در آن بازی کرده‌است می‌توان به باشگاه فوتبال رجینا، باشگاه فوتبال اسپتزیا، باشگاه ورزشی لاتزیو، باشگاه فوتبال آلساندریا، باشگاه فوتبال یوونتوس، باشگاه فوتبال کیه‌وو ورونا، باشگاه فوتبال امپولی، باشگاه فوتبال کومو، و باشگاه فوتبال سی‌اف‌آر کلوژ اشاره کرد.
وی همچنین در تیم‌های ملی فوتبال زیر ۱۵ سال ایتالیا، زیر ۱۶ سال ایتالیا، زیر ۱۷ سال ایتالیا، زیر ۱۹ سال ایتالیا، زیر ۲۰ سال ایتالیا، و زیر ۲۱ سال ایتالیا بازی کرده‌است.